# 閑乗寺公園
閑乗寺公園（かんじょうじこうえん）は富山県南砺市にある都市公園。1972年（昭和47年）4月開園（正式に開園式が行われたのは1979年度より行われていた再整備が完了した1983年8月6日）。面積10.8ha。

## 概要
八乙女山（標高756m）の麓の閑乗寺高原（標高300m）にあり、旧井波町中心部から1.5kmと近く、富山市、高岡市、金沢市から車で1時間以内でアクセスが可能である。
なだらかな芝生斜面が広がり、大自然に囲まれた敷地にはキャンプ場や芝生グラウンド、大型遊具などがあり、BBQやテニスも楽しめ、上部の展望広場からは、田園の中に家々が点在する砺波平野の四季折々の美しいこの地方特有の散居村の風景が一望できる。2015年（平成27年）より、南砺市の指定管理を受けた。
冬季はスキー場（閑乗寺スキー場）の機能もあったが、2012 - 2013年シーズンを最後にスキー場としての機能は廃止、それ以降は主にキャンプ場として利用されている。隣接施設として、休養宿泊施設JOY BASEに閑乗寺高原夢木香村キャンプ場がある。
2019年（令和元年）度の利用者数は7,186人であったが、コロナ禍で密集が避けられる屋外レジャーの関心が高まり、2020年（令和2年）4月 - 5月は営業を休止したが、再開後の8月 - 10月には毎年1,000人以上が利用、10月は前年同月比約3倍の1,391人であった。2021年（令和3年）度は12,223人、2022年（令和4年）度は8月末時点で前年同期を1,800人上回る7,597人が利用している。

## 施設
（以下の施設は、公式サイトによるもの）
第一キャンプ場
第二キャンプ場
JOY BASE（ジョイペース・閑乗寺高原夢木香村キャンプ場）
コテージ（2019年（令和元年）、閑乗寺そよ風の会により大きさの異なる6棟設置。Wi-Fi、テレビ、調理器具、シャワーを備える）
バーベキュー棟
バーベキューハウス
センターハウス（2022年（令和4年）10月1日には、1階にフランス料理店『ビストロ・カドゥー』（Cageau）が開店する予定である）
テニスコート
大型遊具